# Pleurothyrium marginale
Pleurothyrium marginale är en lagerväxtart som beskrevs av H. van der Werff. Pleurothyrium marginale ingår i släktet Pleurothyrium och familjen lagerväxter. Inga underarter finns listade i Catalogue of Life.